# شرکت صنعت هوانوردی چین
شرکت صنعت هوانوردی چین (مخفف انگلیسی: AVIC) یک شرکت هواپیمایی و دفاعی دولتی چینی است. این شرکت دارای رتبه ۱۵۹ در لیست فورچون جهانی ۵۰۰  و دارای بیش از ۱۰۰ شرکت تابعه، ۲۷ شرکت لیست شده و ۵۰۰ هزار کارمند در سراسر جهان است. 

## محصولات

### هواپیماهای جنگنده
- چنگدو جی-۱۰
- جی-۱۱
- جی-۱۵
- جی-۱۶
- جی‌اف-۱۷ تاندر
- چنگدو جی-۲۰
- شن‌یانگ اف‌سی-۳۱

### هواپیماهایی بمب افکن جنگنده
- شیان جی‌اچ-۷

### هواپیما آموزشی
- جی‌ال-۸
- جی‌ال-۹
- ال-۱۵

### هواپیمای باربری
- هاربین وای-۱۱
- هاربین وای-۱۲
- شیان وای-۷
- وای-۸
- وای-۹
- Y-20

### هواپیماهای بمب افکن
- شیان اچ-۶
- شیان اچ-۲۰

### هواپیماهای AEW & C
- KJ-200
- KJ-500
- KJ-2000

### هلیکوپتر
- AC313
- آئروسپاسیال اس‌آ ۳۲۱ سوپر فرلون
- Z-9
- Z-11
- Z-15
- Z-18
- Z-20
- Z-10
- Z-19
- AVIC Advanced Heavy Lifter

### هواگرد بدون سرنشین
- وینگ لونگ